# Liste des lieux patrimoniaux du comté d'Antigonish
Cet article recense les lieux patrimoniaux du comté d'Antigonish en Nouvelle-Écosse inscrit au répertoire des lieux patrimoniaux du Canada, qu'ils soient de niveau provincial, fédéral ou municipal.

## Liste
| [ 1 ] | Lieu patrimonial                        | Illustration             | Municipalité     | Adresse                   | Coordonnées      | No    | Constr. | Prot.                            | Rec. | Notes |
| ----- | --------------------------------------- | ------------------------ | ---------------- | ------------------------- | ---------------- | ----- | ------- | -------------------------------- | ---- | ----- |
| P     | Kirk Place                              | Téléverser               | Antigonish       | 219 Main Street           | 45.6224 -61.9895 | 6804  | 1883    | Provincially Registered Property | 1988 |       |
| M     | Leonard Carey Archibald House           | Téléverser               | Antigonish       | 40 Old South River Road   | 45.6202 -61.9783 | 15208 | 1880    | Municipally Registered Property  | 1998 |       |
| F     | Palais de justice du comté d'Antigonish | Téléverser               | Antigonish       | 170 Main Street           | 45.6167 -62      | 7354  | 1855    | LHN                              | 1981 |       |
| P     | Saint Ninian's Cathedral                | Saint Ninian's Cathedral | Antigonish       | 121 Saint Ninian's Street | 45.62 -61.9935   | 4600  | 1886    | Provincially Registered Property | 2002 |       |
| M     | St. Margaret's Church                   | Téléverser               | Arisaig          | 5559 Highway 245          | 45.7754 -62.1658 | 15384 | 1878    | Municipally Registered Property  | 1991 |       |
| M     | Holy Rosary Church                      | Téléverser               | Ballantynes Cove | 6205 Highway #337         | 45.8579 -61.9256 | 15401 | 1891    | Municipally Registered Property  | 1991 |       |
| M     | Bayfield School                         | Téléverser               | Bayfield         | 588 Bayfield Road         | 45.629 -61.7464  | 15668 | 1892    | Municipally Registered Property  | 1992 |       |
| M     | Cape George Heritage School Museum      | Téléverser               | Cape George      | 5758 Highway 337          | 45.8515 -61.9278 | 14585 | 1925    | Municipally Registered Property  | 2000 |       |
| M     | St. George's Church                     | Téléverser               | Georgeville      | 9415 Highway 337          | 45.8241 -62.0236 | 14171 | 1871    | Municipally Registered Property  | 1995 |       |
| P     | Bard John MacLean Cemetery              | Téléverser               | Glen Bard        | No. 4 Highway             | 45.3424 -62.0907 | 7331  | 1848    | Provincially Registered Property | 1986 |       |
| M     | Captain MacDougall House                | Téléverser               | Havre Boucher    | 12559 Havre Boucher Road  | 45.6555 -61.5253 | 15185 | 1880    | Municipally Registered Property  | 1996 |       |
| M     | Kings United Church                     | Téléverser               | Loch Katrine     | 21 Copper Lake Road       | 45.4159 -61.9508 | 14084 |         | Municipally Registered Property  | 1995 |       |
| M     | St. Peter's Roman Catholic Church       | Téléverser               | Monastery        | 9676 Highway #4           | 45.6106 -61.6203 | 15390 | 1864    | Municipally Registered Property  | 1989 |       |
| M     | Tracadie United Baptist Church          | Téléverser               | Monastery        | 274 Highway 16; RR#1      | 45.5816 -61.5886 | 15181 |         | Municipally Registered Property  | 1993 |       |
| M     | MacPhee House                           | Téléverser               | North Lochaber   | 1550 Highway No. 7        | 45.4548 -62.0116 | 15102 |         | Municipally Registered Property  | 1990 |       |
| P     | Manson House                            | Téléverser               | North Lochaber   | Highway #7                | 45.447 -62.0144  | 5235  | 1865    | Provincially Registered Property | 1988 |       |
| M     | Manson House                            | Téléverser               | North Lochaber   | 1384 Highway #7           | 45.4476 -62.0146 | 15167 | 1860    | Municipally Registered Property  | 1988 |       |
| P     | St. Joseph's Glebe House                | Téléverser               | St. Joseph       | Addington Forks Road      | 45.5391 -62.0775 | 4237  | 1912    | Provincially Registered Property | 1992 |       |
| M     | St. Joseph's Glebe House                | Téléverser               | St. Joseph       | 2733 Addington Forks Road | 45.5912 -62.0255 | 15207 | 1912    | Municipally Registered Property  | 1992 |       |
| M     | Pettipas House                          | Téléverser               | Tracadie         | 9707 Highway 4            | 45.6207 -61.6371 | 15043 |         | Municipally Registered Property  | 2002 |       |
| P     | St. Peter's Roman Catholic Church       | Téléverser               | Tracadie         | No. 4 Highway             | 45.6237 -61.6406 | 7337  | 1879    | Provincially Registered Property | 1989 |       |